# Uniforme de la selección de fútbol de Sudáfrica

## Evolución del uniforme

### Local
| 1928-1994 | 1994-1996 | 1997-1998 | 1999-2001 | 2002-2003 | 2004-2005 | 2006-2007 | 2008-2009 | 2010-2011 | 2011-2012 |  |

| 2012-2014 | 2012-2013 (Femenil) |  | 2014 | 2014-2016 | 2016-2017 | 2016 | 2018-2020 | 2019-2020 (Femenil) | 2020-2023 | 2020 |  |

| 2023-Actual |

### Visitante
| 1994-1996 | 1997-1998 | 1999-2001 | 2002-2003 | 2004-2005 | 2006-2007 | 2008 | 2009 | 2010-2011 | 2011-2012 |

| 2012-2014 | 2012-2013 (Femenil) |  | 2014 | 2014-2016 | 2016-2017 | 2016 | 2018-2020 | 2019-2020 (Femenil) | 2020-2023 | 2023-Actual |

### Alternativo
| 1999-2002 |  | 2002-2004 | 2020-2023 | 2023-Actual | 2023-Actual |

## Proveedores y patrocinadores
| Periodo de temporadas del acuerdo | Proveedor deportivo oficial | Origen                                |
| --------------------------------- | --------------------------- | ------------------------------------- |
| 1994–1998                         | Kappa                       | Bandera de Italia                     |
| 1998–2010                         | Adidas                      | Bandera de Alemania                   |
| 2011–2013                         | Puma                        | Bandera de Alemania                   |
| 2014–2020                         | Nike                        | Bandera de Estados Unidos             |
| 2016                              | 361˚                        | Bandera de la República Popular China |
| 2020–Presente                     | Le Coq Sportif              | Bandera de Francia                    |